# Alkaptonuria
Az alkaptonúria (vagy alcaptonuria, illetve ocronosis) egy ritka genetikai rendellenessége a tirozin anyagcserének. Autoszomális domináns-recesszív öröklődésmenetet mutat, a homogentizinsav-oxidáz enzim defektusa miatt alakul ki. Ez az enzim bontaná le a tirozin anyagcsere egyik köztes termékét, a homogentizinsavat (más néven alkaptont), mely ha felhalmozódik, károsan hat a csontokra, porcokra és a vizelettel is ürül.

## Tünetek
- A beteg vizelete néhány órás állás után befeketedik, az ott megjelenő homogentizinsav eloxidálódása miatt.
- Felnőttkorban gyakori az előrehaladott arthritis (ízületi gyulladás), mely sok ízületet érint, súlyos degenerációhoz vezetve. Az ízületek sebészi feltárásakor a csontok, porcok és a lágyrészek jellegzetes fekete elszíneződése jellemző.

Tehát az elváltozásra jellemző tünet csak a vizelet megfeketedése.
A megelőzés nem lehetséges, a kezelés célja a megjelenő tünetek súlyosságának enyhítése, melyre fizioterápia, ízületi protézisek sebészi beültetése és különböző fájdalomcsillapító gyógyszerek lehetnek alkalmasak.

## Történeti jelentőség

Az alkaptonúria autoszomális recesszív öröklődésmenete.

Ez volt az első betegség, melynek genetikai eredetét sikerült kimutatni. Sir Archibald Edward Garrod angol élettanász játszott ebben kulcsszerepet, aki az ízületi kapcsolódások kötőszövetes és barnás elváltozásait is feljegyezte. Ő alkotta meg az egy gén-egy enzim elméletet, melyet 1909-ben publikált. Azaz egy gén egy enzimet kódol (mely felfogás mára már kissé elavult, de nagyrészt azért még igaz), melynek hibája esetén az enzimnek az adott anyagcsere útvonalban betöltött szerepétől függően jelennek meg a tünetek.